# Heather Schmidt
Heather Schmidt, née en 1974 à Calgary, est une compositrice, pianiste et cinéaste canadienne.

## Biographie
Heather Schmidt est née et grandit à Calgary.
Elle obtient un baccalauréat en musique et une maîtrise en musique de l’Université de l’indiana, où elle est inscrite dans deux cursus : la composition et le piano. En 1996, à l’âge de 21 ans, elle est devenue la plus jeune étudiante à obtenir un doctorat en musique de cette institution. Elle termine ses études par deux années d’études professionnelles à la Juilliard School de New York, où elle étudie la composition avec Milton Babbitt et le piano avec Yoheved Kaplinsky.
En 2001, elle obtient un prix au concours de piano Eckhardt-Gramatté ce qui lui vaut une tournée de récitals en solo dans 18 villes canadiennes, au cours de laquelle elle interprète le répertoire traditionnel comme contemporain. En 2002, elle présente des récitals en solo à New York, Chicago et Toronto.
Depuis 2008, Heather Schmidt se produit régulièrement en tant que compositrice de musique de film. Elle compose notamment la musique du jeu vidéo Homesick en 2015 et écrit la musique de plusieurs films du studio californien The Asylum, entre autres pour Elvis est vivant !- Pas mort, juste infiltré, Jurassic School et Empire of the Sharks. En 2017, elle compose la musique de la série télévisée People and Pups, dont elle est également la productrice et la réalisatrice. Parallèlement, elle est également réalisatrice de films, principalement de courts métrages[réf. souhaitée].